# Dharamsala

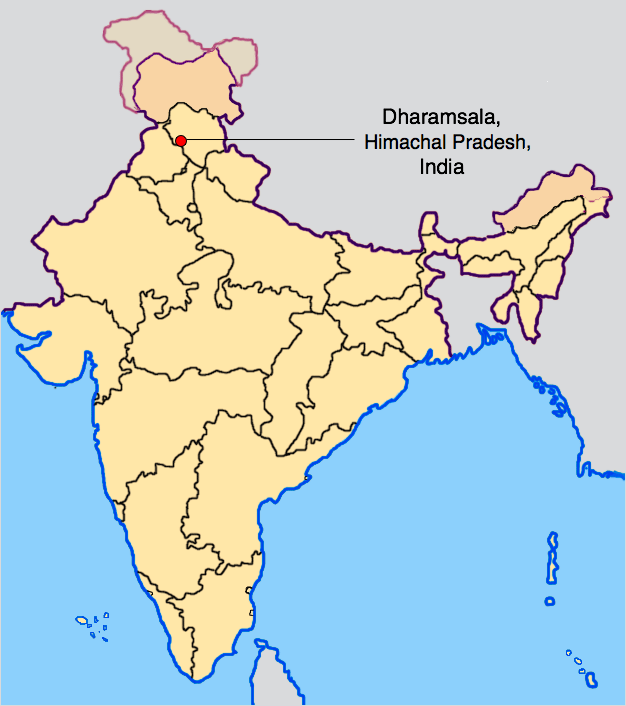
Vị trí của Dharamsala

Dharamsala, hay Dharmsāla, có nghĩa là "nhà nghỉ", còn có tên là Trống Nguyện cầu, là một thị trấn tọa lạc tại miền bắc của bang Himachal Pradesh (Ấn Độ).
Tọa trong Thung lũng Kangra, thị trấn này trở thành quận lỵ của quận Kangra từ năm 1852.
Từng là một trong những trung tâm Phật học cổ xưa, với nhiều tu viện Phật giáo đã ra đời rất lâu. Dầu vậy, sự hồi sinh của Hindu giáo vào thế kỉ thứ 8 đã khiến cho phần lớn các chùa này lụi tàn. Ngày nay, phần lớn dân Gaddi, một sắc dân bản địa tại thị trấn, theo đuổi tín ngưỡng Hindu giáo, đặc biệt là các nghi thức tôn giáo xoay quanh nữ thần Durga.
Dharamsala được thế giới biết đến nhiều nhất và phần lớn là bởi sự hiện diện và những hoạt động của Đăng-châu Gia-mục-thố, Đạt-lại Lạt-ma thứ 14 của Tây Tạng, và những người ủng hộ ông, tăng từ con số 8 vạn vào năm 1959, khi Đăng-châu Gia-mục-thố vượt dãy Hy Mã Lạp Sơn vào Ấn Độ, lên đến con số 12 vạn người vào thời điểm hiện nay. Thị trấn "Trống Nguyện cầu" này được nhắc tới như một Lhasa thu nhỏ, với đầy đủ những đường nét tín ngưỡng và văn hóa Tây Tạng đặc thù.

## Thư viện hình ảnh

Dharamsala
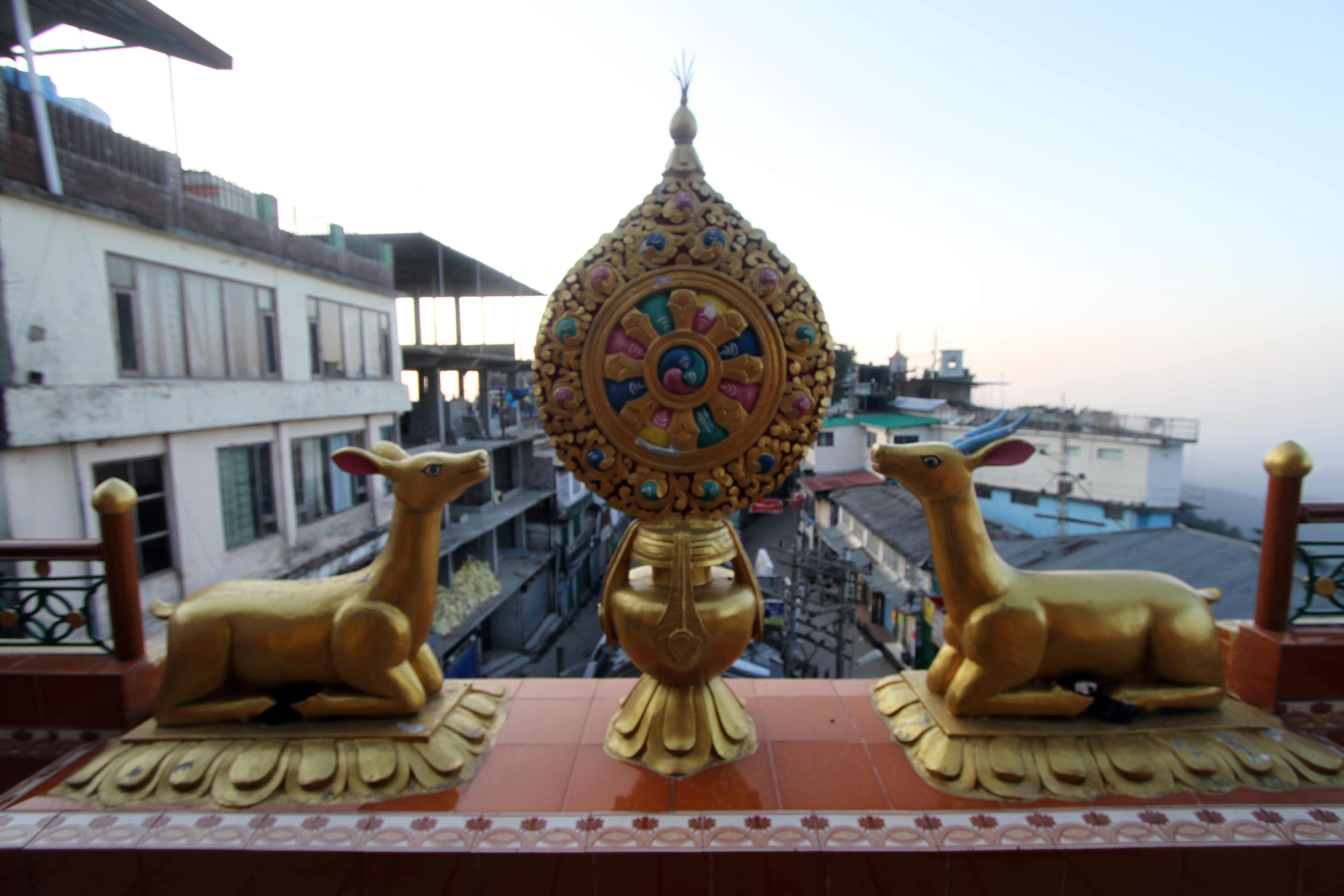
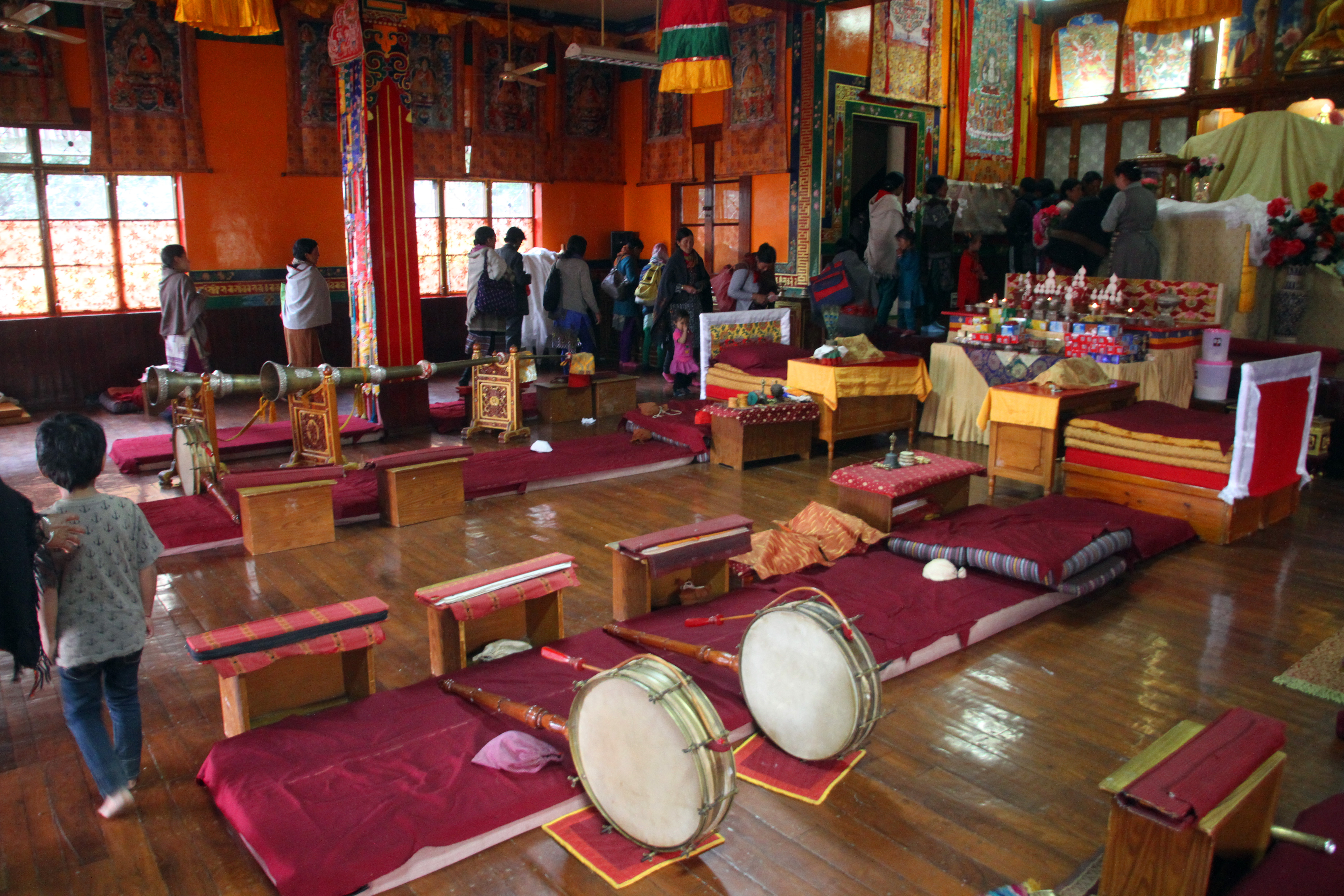
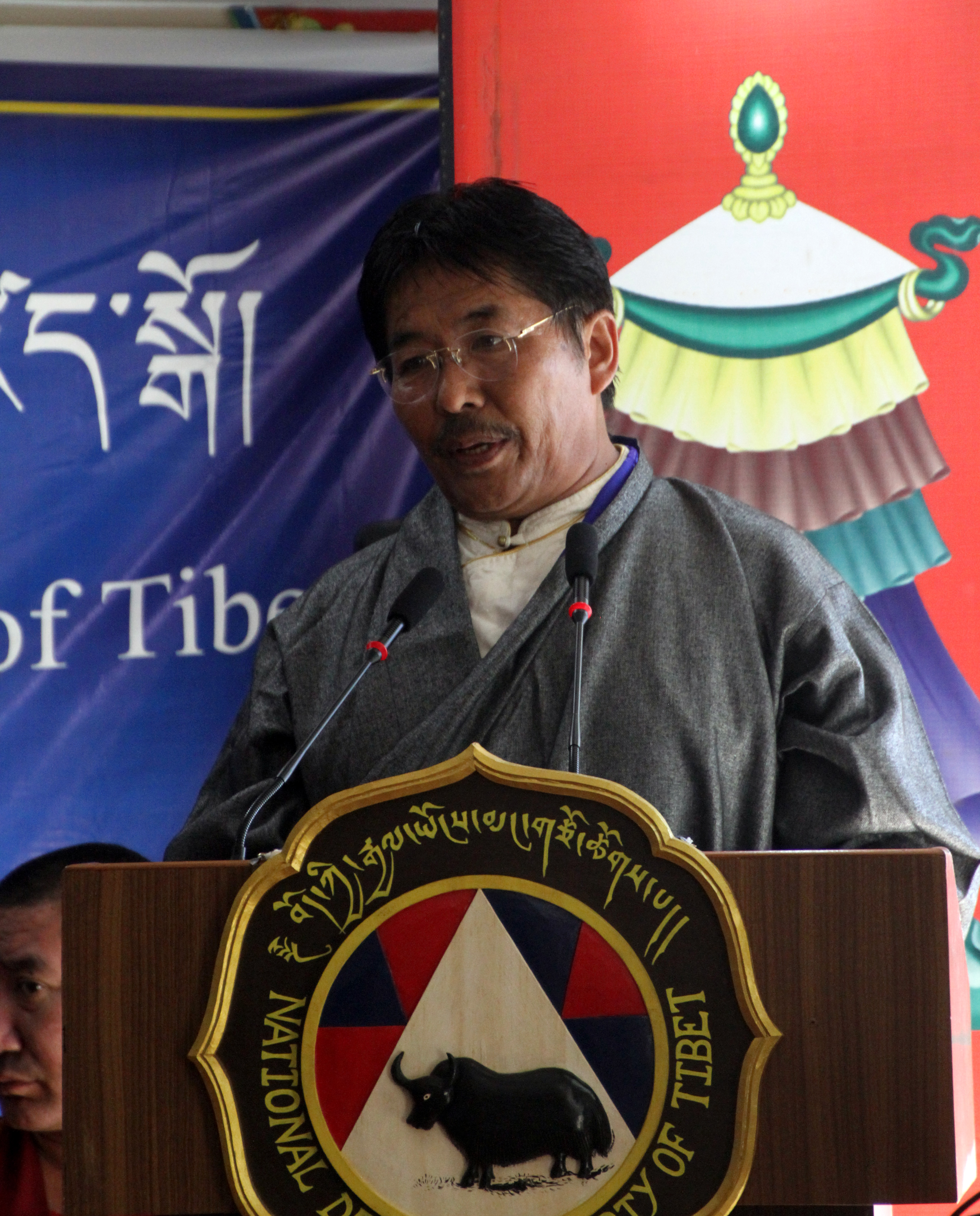
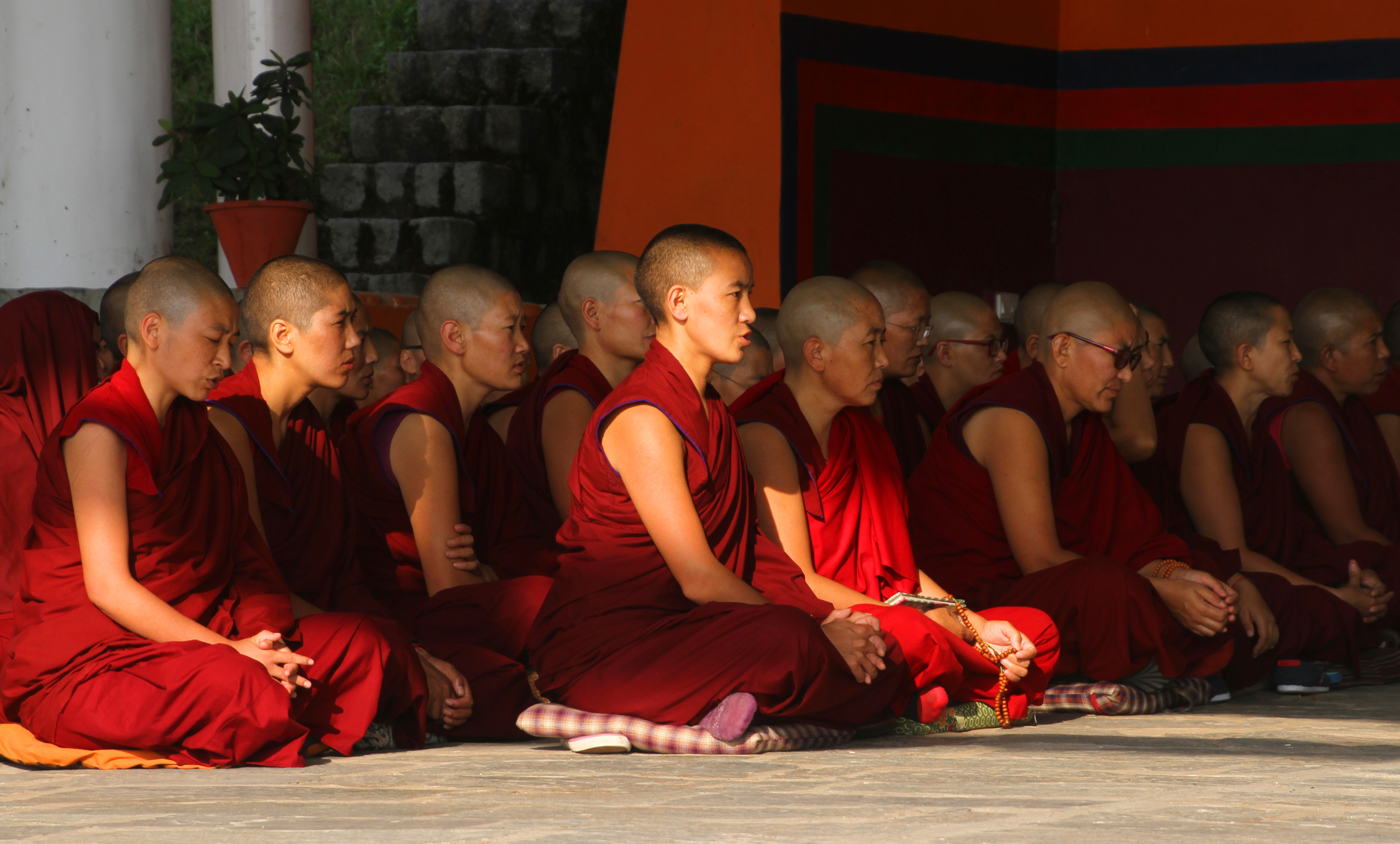
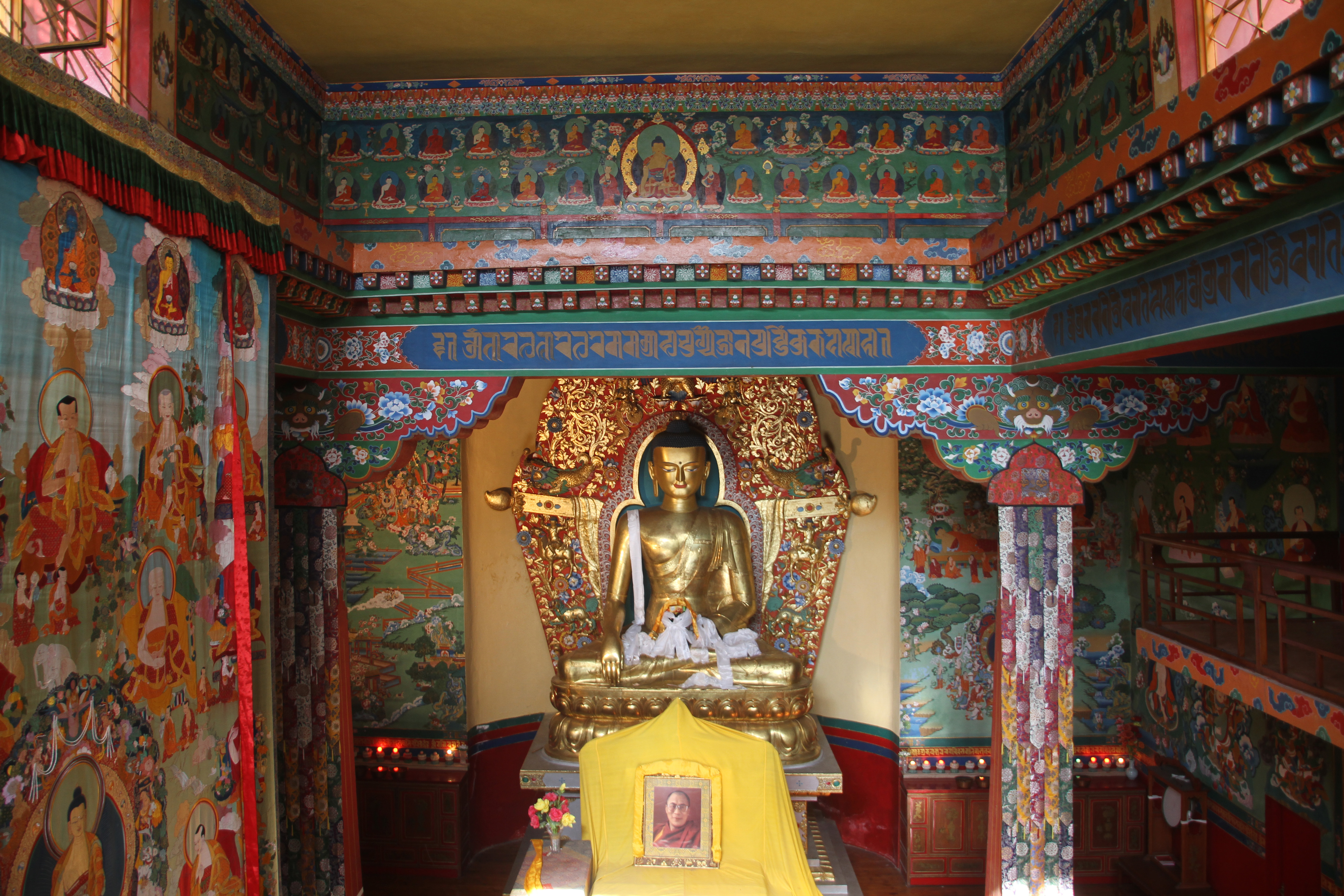
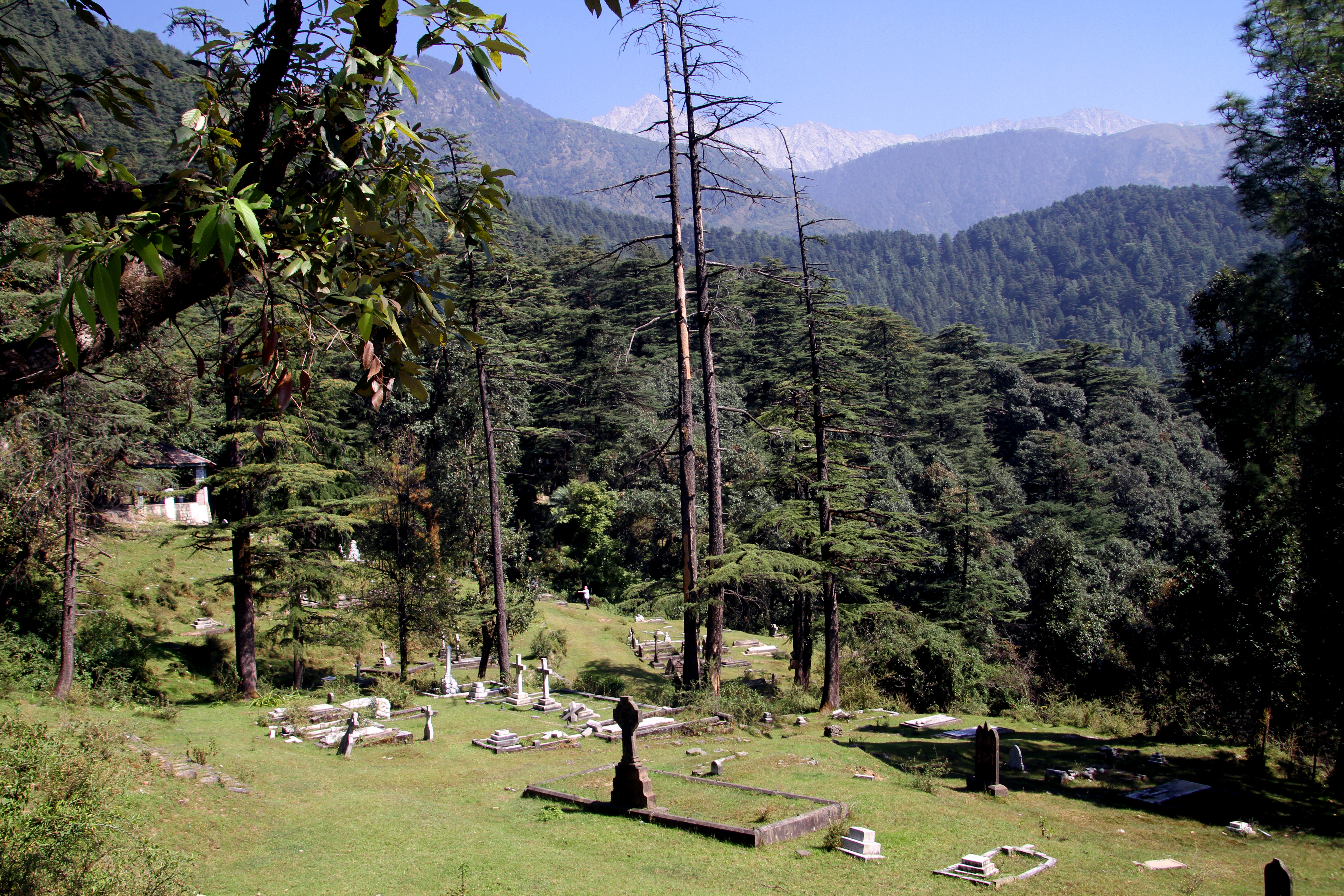
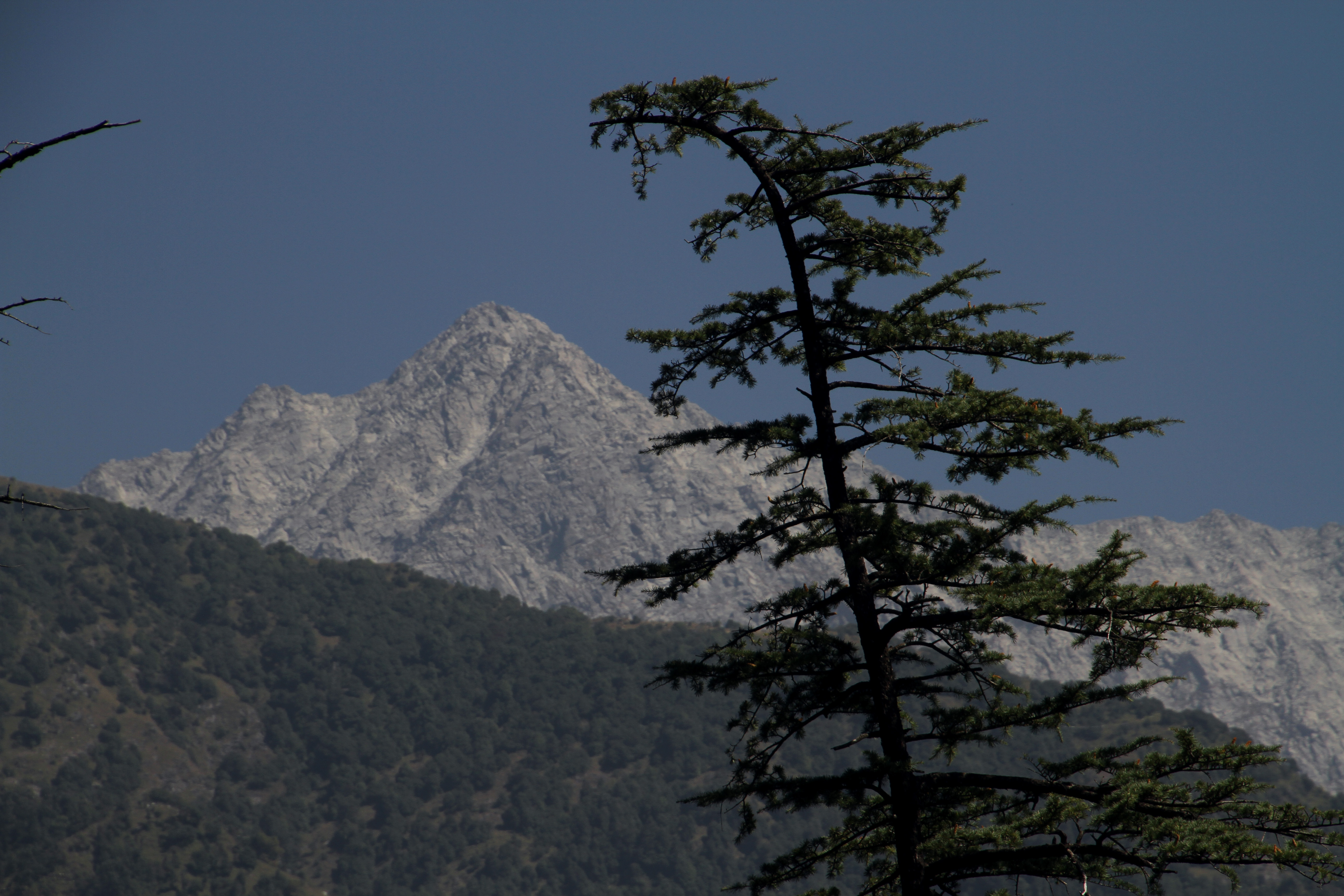
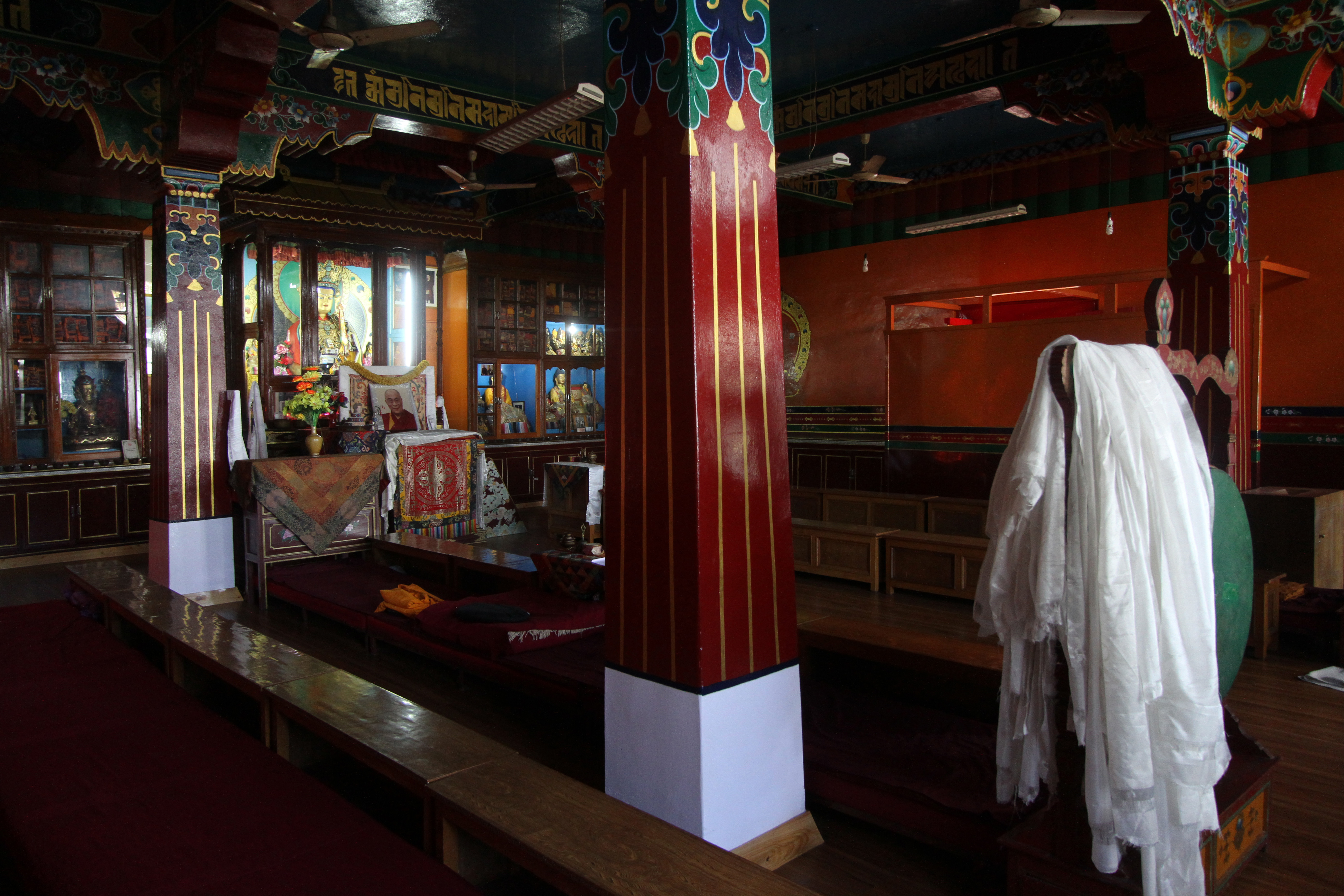
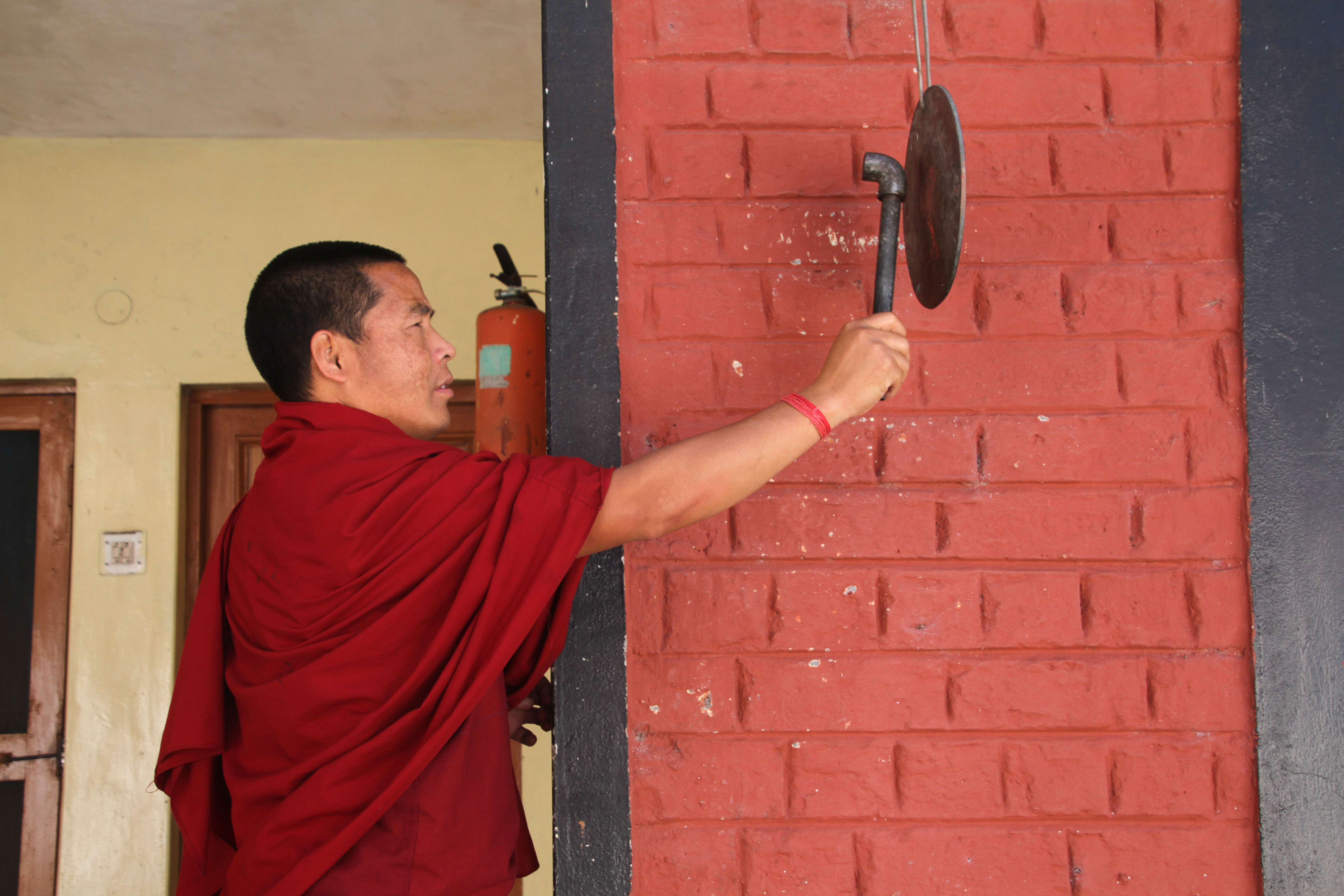

## Khí hậu
| Dữ liệu khí hậu của Dharamsala          | Dữ liệu khí hậu của Dharamsala | Dữ liệu khí hậu của Dharamsala | Dữ liệu khí hậu của Dharamsala | Dữ liệu khí hậu của Dharamsala | Dữ liệu khí hậu của Dharamsala | Dữ liệu khí hậu của Dharamsala | Dữ liệu khí hậu của Dharamsala | Dữ liệu khí hậu của Dharamsala | Dữ liệu khí hậu của Dharamsala | Dữ liệu khí hậu của Dharamsala | Dữ liệu khí hậu của Dharamsala | Dữ liệu khí hậu của Dharamsala | Dữ liệu khí hậu của Dharamsala |
| Tháng                                   | 1                              | 2                              | 3                              | 4                              | 5                              | 6                              | 7                              | 8                              | 9                              | 10                             | 11                             | 12                             | Năm                            |
| --------------------------------------- | ------------------------------ | ------------------------------ | ------------------------------ | ------------------------------ | ------------------------------ | ------------------------------ | ------------------------------ | ------------------------------ | ------------------------------ | ------------------------------ | ------------------------------ | ------------------------------ | ------------------------------ |
| Cao kỉ lục °C (°F)                      | 24.7 (76.5)                    | 28.0 (82.4)                    | 31.6 (88.9)                    | 35.6 (96.1)                    | 38.6 (101.5)                   | 38.6 (101.5)                   | 42.7 (108.9)                   | 37.8 (100.0)                   | 34.8 (94.6)                    | 34.6 (94.3)                    | 26.6 (79.9)                    | 27.2 (81.0)                    | 42.7 (108.9)                   |
| Trung bình ngày tối đa °C (°F)          | 14.5 (58.1)                    | 16.6 (61.9)                    | 21.1 (70.0)                    | 26.2 (79.2)                    | 30.5 (86.9)                    | 31.4 (88.5)                    | 27.2 (81.0)                    | 26.3 (79.3)                    | 26.3 (79.3)                    | 24.8 (76.6)                    | 20.7 (69.3)                    | 16.7 (62.1)                    | 23.5 (74.3)                    |
| Tối thiểu trung bình ngày °C (°F)       | 5.9 (42.6)                     | 7.7 (45.9)                     | 11.8 (53.2)                    | 16.3 (61.3)                    | 20.1 (68.2)                    | 21.8 (71.2)                    | 20.7 (69.3)                    | 20.2 (68.4)                    | 18.7 (65.7)                    | 15.3 (59.5)                    | 10.7 (51.3)                    | 7.4 (45.3)                     | 14.7 (58.5)                    |
| Thấp kỉ lục °C (°F)                     | −1.9 (28.6)                    | −1.6 (29.1)                    | 2.4 (36.3)                     | 7.3 (45.1)                     | 8.8 (47.8)                     | 12.8 (55.0)                    | 15.1 (59.2)                    | 14.1 (57.4)                    | 11.2 (52.2)                    | 8.0 (46.4)                     | 4.8 (40.6)                     | −1.0 (30.2)                    | −1.9 (28.6)                    |
| Lượng Giáng thủy trung bình mm (inches) | 114.5 (4.51)                   | 100.7 (3.96)                   | 98.8 (3.89)                    | 48.6 (1.91)                    | 59.1 (2.33)                    | 202.7 (7.98)                   | 959.7 (37.78)                  | 909.2 (35.80)                  | 404.8 (15.94)                  | 66.3 (2.61)                    | 16.7 (0.66)                    | 54.0 (2.13)                    | 3.054,4 (120.25)               |
| Số ngày mưa trung bình                  | 6.1                            | 5.4                            | 5.8                            | 4.0                            | 4.6                            | 9.3                            | 22.0                           | 22.2                           | 12.8                           | 3.1                            | 1.2                            | 2.9                            | 99.4                           |
| Nguồn: India Meteorological Department  |                                |                                |                                |                                |                                |                                |                                |                                |                                |                                |                                |                                |                                |